# Saussurea glabrata
Saussurea glabrata là một loài thực vật có hoa trong họ Cúc. Loài này được (DC.) C.Shih miêu tả khoa học đầu tiên năm 1999.